# Possessed (Venom)
Possessed  är Venoms fjärde studioalbum, utgivet i april 1985. Låten "Possessed" finns med på listan The Filthy Fifteen. Albumet utgavs som LP (svart och blå vinyl), kassett och bildskiva. Senare utgavs det som CD samt som LP med röd genomskinlig vinyl.

## Låtförteckning
Alla låtar är skrivna och komponerade av Cronos och Mantas. 
| 1. | Powerdrive                      | 3:14 |
| 2. | Flytrap                         | 3:50 |
| 3. | Satanachist                     | 2:43 |
| 4. | Burn This Place (To the Ground) | 2:42 |
| 5. | Harmony Dies                    | 2:42 |
| 6. | Possessed                       | 4:52 |

| 7.  | Hellchild                | 2:40 |
| 8.  | Moonshine                | 3:19 |
| 9.  | Wing and a Prayer        | 2:47 |
| 10. | Suffer Not the Children  | 3:07 |
| 11. | Voyeur                   | 3:01 |
| 12. | Mystique                 | 4:58 |
| 13. | Too Loud (For the Crowd) | 3:02 |

## Medverkande
- Conrad Lant (Cronos) – sång, elbas
- Jeffrey Dunn (Mantas) – gitarr
- Anthony Bray (Abaddon) – trummor